# La rivalité mouloudéenne
La rivalité mouloudéenne est une rencontre de football entre deux des plus grands clubs algériens, le MC Alger et le MC Oran, considérés comme deux des clubs les plus populaires d'Algérie, qui sont depuis le début des championnats en rivalité pour la suprématie du football algérien.

## Histoire
Les deux clubs se sont affrontés cinq fois en coupe d'Algérie de 1963 à 2011. Le MC Oran à l'avantage sur le MC Alger, il totalise un nombre de quatre victoires contre une.

## Match par match
| Compétition             | Match                                | Lieu                                 | Score                                | Buteurs MCA                                         | Buteurs MCO                                             |
| ----------------------- | ------------------------------------ | ------------------------------------ | ------------------------------------ | --------------------------------------------------- | ------------------------------------------------------- |
| 1962-1963               | Groupe différent                     | Groupe différent                     | Groupe différent                     | Groupe différent                                    | Groupe différent                                        |
| 1963-1964               | Groupe différent                     | Groupe différent                     | Groupe différent                     | Groupe différent                                    | Groupe différent                                        |
| Coupe 1963-1964 (1/8 F) | MCO - MCA                            | Stade Municipal                      | 1 - 2 a. p.                          | Lemoui 43e, Aouadj 112e                             | Meguenine 84e                                           |
| 1964-1965               | MCA - MCO                            | Stade El-Annasser                    | 2 - 1                                | Aouadj 55e 89e                                      | Nehari 52e                                              |
| 1964-1965               | MCO - MCA                            | Stade Vincent-Monréal                | 0 - 0                                | /                                                   | /                                                       |
| 1965-1966               | Division différente (MC Alger en D2) | Division différente (MC Alger en D2) | Division différente (MC Alger en D2) | Division différente (MC Alger en D2)                | Division différente (MC Alger en D2)                    |
| 1966-1967               | Division différente (MC Alger en D2) | Division différente (MC Alger en D2) | Division différente (MC Alger en D2) | Division différente (MC Alger en D2)                | Division différente (MC Alger en D2)                    |
| 1967-1968               | Division différente (MC Alger en D2) | Division différente (MC Alger en D2) | Division différente (MC Alger en D2) | Division différente (MC Alger en D2)                | Division différente (MC Alger en D2)                    |
| 1968-1969               | MCA - MCO                            | Stade de Bologhine                   | 2 - 1                                | Betrouni 48e, Tahir 63e                             | Embarek 77e                                             |
| 1968-1969               | MCO - MCA                            | Stade du 19-Juin                     | 1 - 0                                | /                                                   | Meguenine 87e                                           |
| Coupe 1968-1969 (1/4 F) | MCO - MCA                            | Stade du 19-Juin                     | 2 - 0                                | /                                                   | Fréha 32e, Naïr 60e                                     |
| 1969-1970               | MCO - MCA                            | Stade du 19-Juin                     | 2 - 5                                | Tahir 34e 68e, Bachi 54e 83e, Mesbah 88e            | Fréha 74e, Kaoua 87e (csc)                              |
| 1969-1970               | MCA - MCO                            | Stade de Bologhine                   | 2 - 2                                | Betrouni 68e, Cheikh 83e                            | Fréha 65e 80e                                           |
| 1970-1971               | MCA - MCO                            | Stade de Bologhine                   | 4 - 1                                | Mesbah 56e 60e, Betrouni 73e, Tahir 75e             | Mehdi 82e                                               |
| 1970-1971               | MCO - MCA                            | Stade du 19-Juin                     | 1 - 0                                | /                                                   | Mehdi 24e                                               |
| 1971-1972               | MCO - MCA                            | Stade du 19-Juin                     | 2 - 0                                | /                                                   | Fréha 49e, Belkedrouci 82e (pen.)                       |
| 1971-1972               | MCA - MCO                            | Stade de Bologhine                   | 1 - 1                                | Bachi 68e                                           | Belkedrouci 35e                                         |
| 1972-1973               | MCA - MCO                            | Stade du 5-Juillet                   | 1 - 0                                | Bousri 51e                                          | /                                                       |
| 1972-1973               | MCO - MCA                            | Stade Habib-Bouakeul                 | 5 - 2                                | Bachi 59e, Betrouni 88e                             | Belkedrouci 13e 37e 85e, Azzouz 63e (csc), H. Chaib 83e |
| 1973-1974               | MCA - MCO                            | Stade du 5-Juillet                   | 4 - 1                                | Bousri 72e 79e, Betrouni 85e 89e                    | Chaib 14e                                               |
| 1973-1974               | MCO - MCA                            | Stade Habib-Bouakeul                 | 1 - 1                                | Betrouni 75e                                        | Ouali 21e                                               |
| 1974-1975               | MCO - MCA                            | Stade du 19-Juin                     | 2 - 1                                | Mahiouz 16e                                         | L. Chaib 42e 81e                                        |
| 1974-1975               | MCA - MCO                            | Stade du 5-Juillet                   | 3 - 2                                | Zenir 5e, Bousri 15e, Betrouni 81e                  | Belkedrouci 3e, Haddou 65e                              |
| Coupe 1974-1975 (1/4 F) | MCO - MCA                            | Stade du 19-Juin                     | 2 - 1                                | Bousri 75e                                          | Belkedrouci 12e, Mehdi 90+1e                            |
| 1975-1976               | MCO - MCA                            | Stade du 19-Juin                     | 0 - 1                                | Bachta 53e                                          | /                                                       |
| 1975-1976               | MCA - MCO                            | Stade du 20 Août                     | 3 - 2                                | Ait Hamouda 43e, Bousri 60e 68e                     | Medjahed 44e, Belkedrouci 73e                           |
| 1976-1977               | MCO - MCA                            | Stade du 19-Juin                     | 2 - 1                                | Bousri 63e                                          | Fréha 32e, Kechra 43e                                   |
| 1976-1977               | MCA - MCO                            | Stade du 5-Juillet                   | 3 - 3                                | Bousri 19e 22e, Betrouni 31e                        | B. Chaib 56e 75e                                        |
| 1977-1978               | MCA - MCO                            | Stade du 5-Juillet                   | 2 - 1                                | Bachi 53e, Bousri 66e                               | Belbraik 76e                                            |
| 1977-1978               | MCO - MCA                            | Stade du 19-Juin                     | 1 - 0                                | /                                                   | Belkedrouci 67e                                         |
| 1978-1979               | MCO - MCA                            | Stade du 19-Juin                     | 2 - 0                                | /                                                   | Rouaz 39e, Bensaoula 50e                                |
| 1978-1979               | MCA - MCO                            | Stade du 5-Juillet                   | 1 - 0                                | Bellemou 70e                                        | /                                                       |
| 1979-1980               | MCO - MCA                            | Stade du 19-Juin                     | 1 - 0                                | /                                                   | Yousfi 33e (csc)                                        |
| 1979-1980               | MCA - MCO                            | Stade de Bologhine                   | 0 - 0                                | /                                                   | /                                                       |
| 1980-1981               | MCO - MCA                            | Stade du 19-Juin                     | 2 - 0                                | /                                                   | Benmimoun 7e, Bendjahene 30e                            |
| 1980-1981               | MCA - MCO                            | Stade de Bologhine                   | 2 - 3                                | Mechedal 60e, Bouiche 85e                           | Benkada 12e, Chaïb 71e, Kinane 81e                      |
| 1981-1982               | MCO - MCA                            | Stade du 19-Juin                     | 3 - 2                                | Bousri 75e, Zenir 82e (pen.)                        | Benmimoune 53e, Baroudi 57e, Sebbah 61e                 |
| 1981-1982               | MCA - MCO                            | Stade de Bologhine                   | 2 - 1                                | Ferhi 48e, Zenir 87e                                | Lakehal 26e                                             |
| 1982-1983               | MCO - MCA                            | Stade du 19-Juin                     | 1 - 1                                | Bousri 5e                                           | Bendjehane 51e                                          |
| 1982-1983               | MCA - MCO                            | Stade de Bologhine                   | 1 - 1                                | Zenir 44e                                           | Ouanes 88e                                              |
| 1983-1984               | MCO - MCA                            | Stade du 19-Juin                     | 1 - 1                                | Mahiouz 77e                                         | Benmimoun 50e                                           |
| 1983-1984               | MCA - MCO                            | Stade du 5-Juillet                   | 1 - 0                                | Bouiche 27e                                         | /                                                       |
| Coupe 1983-1984 (1/4 F) | MCO - MCA                            | Stade Birouana, Tlemcen              | 2 - 1                                | Bouiche 60e                                         | Sebbah 25e, Benmimoun 80e                               |
| 1984-1985               | MCO - MCA                            | Stade du 19-Juin                     | 1 - 0                                | /                                                   | Khelili 30e                                             |
| 1984-1985               | MCA - MCO                            | Stade du 5-Juillet                   | 1 - 1                                | Bouiche 16e                                         | Meziane 15e                                             |
| 1985-1986               | Division différente (MC Alger en D2) | Division différente (MC Alger en D2) | Division différente (MC Alger en D2) | Division différente (MC Alger en D2)                | Division différente (MC Alger en D2)                    |
| 1986-1987               | MCO - MCA                            | Stade du 19-Juin                     | 2 - 3                                | Ouidir 16e, Foussi 42e (csc), Sebbar 43e            | Benkenida 32e, Benmimoun 68e                            |
| 1986-1987               | MCA - MCO                            | Stade de Bologhine                   | 0 - 2                                | /                                                   | Meziane 49e, Mecheri 67e                                |
| 1987-1988               | MCA - MCO                            | Stade du 5-Juillet                   | 0 - 2                                | Djahmoune 31e                                       | Benmimoun 25e, Meziane 73e                              |
| 1987-1988               | MCO - MCA                            | Stade du 19-Juin                     | 2 - 1                                | Yacef 61e                                           | Benmimoun 42e, Mecheri 64e                              |
| 1988-1989               | MCA - MCO                            | Stade du 5-Juillet                   | 2 - 0                                | Belhouchet 69e 85e                                  | /                                                       |
| 1988-1989               | MCO - MCA                            | Stade du 19-Juin                     | 0 - 0                                | /                                                   | /                                                       |
| 1989-1990               | MCA - MCO                            | Stade de Bologhine                   | 1 - 0                                | Arif 5e (csc)                                       | /                                                       |
| 1989-1990               | MCO - MCA                            | Stade du 19-Juin                     | 2 - 1                                | Belhouchet 77e                                      | Meziane 8e, Bouhafssi 44e                               |
| 1990-1991               | MCO - MCA                            | Stade du 19-Juin                     | 2 - 1                                | Tebbal 41e                                          | Bessahraoui 51e, Zerrouki 53e                           |
| 1990-1991               | MCA - MCO                            | Stade de Bologhine                   | 0 - 0                                | /                                                   | /                                                       |
| 1991-1992               | MCO - MCA                            | Stade Habib-Bouakeul                 | 1 - 0                                | /                                                   | Tasfaout 64e                                            |
| 1991-1992               | MCA - MCO                            | Stade du 5-Juillet                   | 1 - 1                                | Benmessahel 69e                                     | Meziane 12e                                             |
| 1992-1993               | MCO - MCA                            | Stade Habib-Bouakeul                 | 0 - 0                                | /                                                   | /                                                       |
| 1992-1993               | MCA - MCO                            | Stade de Bologhine                   | 2 - 1                                | Benchikha 18e, Hamdani 89e                          | Belhadef 32e                                            |
| 1993-1994               | MCO - MCA                            | Stade Ahmed-Zabana                   | 0 - 0                                | /                                                   | /                                                       |
| 1993-1994               | MCA - MCO                            | Stade du 5-Juillet                   | 2 - 0                                | Tebbal 29e, Benmessahel 65e                         | /                                                       |
| 1994-1995               | MCA - MCO                            | Stade du 5-Juillet                   | 1 - 0                                | Maza 26e                                            | /                                                       |
| 1994-1995               | MCO - MCA                            | Stade Habib-Bouakeul                 | 1 - 0                                | /                                                   | Meziane 55e                                             |
| 1995-1996               | MCO - MCA                            | Stade Ahmed-Zabana                   | 2 - 1                                | Mecheri 67e                                         | Mesabih 41e, Zerrouki 63e                               |
| 1995-1996               | MCA - MCO                            | Stade du 5-Juillet                   | 0 - 0                                | /                                                   | /                                                       |
| 1996-1997               | MCO - MCA                            | Stade Ahmed-Zabana                   | 1 - 1                                | Tebbal 20e                                          | Meçabih 45e                                             |
| 1996-1997               | MCA - MCO                            | Stade de Bologhine                   | 0 - 1                                | /                                                   | Boukessassa 72e                                         |
| 1997-1998               | Groupe différent                     | Groupe différent                     | Groupe différent                     | Groupe différent                                    | Groupe différent                                        |
| 1998-1999               | MCA - MCO                            | Stade du 5-Juillet                   | 1 - 1                                | Rahmouni 31e                                        | Benhamou 84e                                            |
| 1998-1999               | MCO - MCA                            | Stade Habib-Bouakeul                 | 1 - 2                                | Dob 43e, Benali 49e                                 | Belatoui 22e (pen.)                                     |
| 1999-2000               | MCA - MCO                            | Stade du 5-Juillet                   | 1 - 2                                | Azizène 36e, Dob 60e                                | Mecheri 42e                                             |
| 1999-2000               | MCO - MCA                            | Stade Habib-Bouakeul                 | 2 - 0                                | /                                                   | Boukessassa 25e, Moumene 69e                            |
| 2000-2001               | MCO - MCA                            | Stade Ahmed-Zabana                   | 0 - 1                                | Bouras 33e                                          | /                                                       |
| 2000-2001               | MCA - MCO                            | Stade du 5-Juillet                   | 1 - 0                                | Dob 61e                                             | /                                                       |
| 2001-2002               | MCO - MCA                            | Stade Habib-Bouakeul                 | 1 - 1                                | Fabricio 23e                                        | Kechamli 1re                                            |
| 2001-2002               | MCA - MCO                            | Stade du 5-Juillet                   | 2 - 2                                | Messas 3e, F. Dob 71 sp                             | Haddou 35e, Begga 84e                                   |
| 2002-2003               | Division différente (MC Alger en D2) | Division différente (MC Alger en D2) | Division différente (MC Alger en D2) | Division différente (MC Alger en D2)                | Division différente (MC Alger en D2)                    |
| 2003-2004               | MCA - MCO                            | Stade Omar-Hamadi                    | 2 - 3                                | Braham Chaouch 13e (pen.) 55e, Aït Athmane 82e      | Haddou 80e, S. Daoud 85e                                |
| 2003-2004               | MCO - MCA                            | Stade Ahmed-Zabana                   | 3 - 1                                | Braham Chaouch 10e                                  | Benzerga 18e, Chaïb 22e, B. Daoud 57e                   |
| 2004-2005               | MCO - MCA                            | Stade Ahmed-Zabana                   | 2 - 2                                | Braham Chaouch 32e, Amrane 75e                      | Berradja 55e, Zerrouki 68e                              |
| 2004-2005               | MCA - MCO                            | Stade Omar-Hamadi                    | 2 - 1                                | Braham Chaouch 42e, Daham 68e (pen.)                | Chaïb 80e                                               |
| 2005-2006               | MCO - MCA                            | Stade Ahmed-Zabana                   | 1 - 3                                | Badache 69e 82e, Braham Chaouch 71e                 | Berradja 85e                                            |
| 2005-2006               | MCA - MCO                            | Stade du 5-Juillet                   | 1 - 2                                | Badache 13e                                         | Boukessassa 66e, Berradja 77e                           |
| 2006-2007               | MCO - MCA                            | Stade Ahmed-Zabana                   | 1 - 2                                | Coulibaly 43e, Bouguèche 77e                        | Berradja 33e                                            |
| 2006-2007               | MCA - MCO                            | Stade du 5-Juillet                   | 1 - 1                                | Tahraoui 74e (pen.)                                 | Haddou 13e                                              |
| 2007-2008               | MCO - MCA                            | Stade Ahmed-Zabana                   | 1 - 0                                | /                                                   | Feham 22e                                               |
| 2007-2008               | MCA - MCO                            | Stade Omar-Hamadi                    | 1 - 0                                | Babouche 25e                                        | /                                                       |
| 2008-2009               | Division différente (MC Oran en D2)  | Division différente (MC Oran en D2)  | Division différente (MC Oran en D2)  | Division différente (MC Oran en D2)                 | Division différente (MC Oran en D2)                     |
| 2009-2010               | MCA - MCO                            | Stade du 5-Juillet                   | 4 - 1                                | Bedbouda 13e 51e, Bouguèche 47e 85e                 | El Bahari 68e                                           |
| 2009-2010               | MCO - MCA                            | Stade Ahmed-Zabana                   | 0 - 0                                | /                                                   | /                                                       |
| 2010-2011               | MCA - MCO                            | Stade du 5-Juillet                   | 0 - 1                                | /                                                   | Berradja 81e (pen.)                                     |
| 2010-2011               | MCO - MCA                            | Stade Ahmed-Zabana                   | 1 - 1                                | Laref 20e                                           | Hicham Cherif 76e                                       |
| Coupe 2010-2011 (1/4 F) | MCA - MCO                            | Stade de Rouiba, Alger               | 0 - 0                                | /                                                   | /                                                       |
| 2011-2012               | MCO - MCA                            | Stade Ahmed-Zabana                   | 0 - 0                                | /                                                   | /                                                       |
| 2011-2012               | MCA - MCO                            | Stade Omar-Hamadi                    | 1 - 1                                | Amroune 48e                                         | Boussehaba 37e (pen.)                                   |
| 2012-2013               | MCO - MCA                            | Stade Ahmed-Zabana                   | 2 - 2                                | Ouali 52e, Yalaoui 85e                              | Bourzama 24e, Sandaogo 90e                              |
| 2012-2013               | MCA - MCO                            | Stade du 5-Juillet                   | 2 - 0                                | Djallit 18e, Attafen 89e                            | /                                                       |
| 2013-2014               | MCO - MCA                            | Stade Ahmed-Zabana                   | 1 - 1                                | Djallit 55e (pen.)                                  | Bouaïcha 64e                                            |
| 2013-2014               | MCA - MCO                            | Stade Omar-Hamadi                    | 2 - 0                                | Hachoud 43e, Bouguèche 57e                          | /                                                       |
| 2014-2015               | MCO - MCA                            | Stade Ahmed-Zabana                   | 1 - 1                                | Gourmi 90+4e                                        | Larbi 22e                                               |
| 2014-2015               | MCA - MCO                            | Stade Omar-Hamadi                    | 1 - 0                                | Gourmi 48 sp                                        | /                                                       |
| 2015-2016               | MCA - MCO                            | Stade Omar-Hamadi                    | 1 - 0                                | Merzougui 35e                                       | /                                                       |
| 2015-2016               | MCO - MCA                            | Stade Ahmed-Zabana                   | 0 - 0                                | /                                                   | /                                                       |
| 2016-2017               | MCA - MCO                            | Stade Omar-Hamadi                    | 1 - 0                                | Seguer 82e                                          | /                                                       |
| 2016-2017               | MCO - MCA                            | Stade Ahmed-Zabana                   | 0 - 0                                | /                                                   | /                                                       |
| 2017-2018               | MCO - MCA                            | Stade Ahmed-Zabana                   | 0 - 0                                | /                                                   | /                                                       |
| 2017-2018               | MCA - MCO                            | Stade du 5-Juillet                   | 4 - 0                                | Nekkache 4e, Bendebka 19e, Souibaah 46e, Balegh 90e | /                                                       |
| 2018-2019               | MCO - MCA                            | Stade Ahmed-Zabana                   | 4 - 3                                | Bendebka 45e, Nekkache 49e, Amada 61e               | Hammar 3e, Mansouri 34e, Nadji 37e, Bouchar 76e         |
| 2018-2019               | MCA - MCO                            | Stade du 5-Juillet                   | 1 - 0                                | Frioui 84e                                          | /                                                       |
| 2019-2020               | MCO - MCA                            | Stade Ahmed-Zabana                   | 2 - 3                                | Bendebka 33e 89e, Brahimi 39e                       | Mesmoudi 55e, Mansouri 95e (pen.)                       |
| 2019-2020               | MCA - MCO                            | Stade du 5-Juillet                   | 1 - 1                                | Frioui 15e                                          | Motrani 73e                                             |
| 2020-2021               | MCA - MCO                            | Stade du 5-Juillet                   | 1 - 1                                | Lamara 27e (pen.)                                   | Mesmoudi 69e                                            |
| 2020-2021               | MCO - MCA                            | Stade Ahmed-Zabana                   | 2 - 1                                | Tahar 83e                                           | Benamar 35e Nekkache 85e                                |
| 2021-2022               | MCO - MCA                            | Stade Ahmed-Zabana                   | 1 - 0                                | /                                                   | Djabout 79e (pen.)                                      |
| 2021-2022               | MCA - MCO                            | Stade Omar-Benrabah                  | 0 - 0                                | /                                                   | /                                                       |
| 2022-2023               | MCO - MCA                            | Stade Ahmed-Zabana                   | 3 - 0                                | /                                                   | Benamar 27e, Naâmani 48e, Benayad 73e                   |
| 2022-2023               | MCA - MCO                            | Stade Omar-Benrabah                  | 1 - 0                                | Debbih 74e                                          | /                                                       |
| 2023-2024               | MCO - MCA                            | Stade Ahmed-Zabana                   | 0 - 2                                | Bayazid 63e, Belharrane 85e (csc)                   | /                                                       |
| 2023-2024               | MCA - MCO                            | Stade Nelson-Mandela                 | 3 - 2                                | Belaïli 4e 52e (pen.), Merzougui 48e                | Dahar 11e, Bengrina 82e                                 |
| 2024-2025               | MCA - MCO                            | Stade Ali-la-Pointe                  | 1 - 0                                | Naidji 66e                                          | /                                                       |
| 2024-2025               | MCO - MCA                            | Stade Miloud-Hadefi                  | 0 - 2                                | Bayazid 7e, Naidji 49e                              | /                                                       |

## Bilan

### Palmarès des équipes
| Équipe   | Championnat | Ligue départementale | Coupe | Supercoupe | Coupe de la Ligue | Coupe départementale | Compétitions maghrébines | Compétitions arabes | Compétitions africaines |
| -------- | ----------- | -------------------- | ----- | ---------- | ----------------- | -------------------- | ------------------------ | ------------------- | ----------------------- |
| MC Alger | 7           | 2                    | 8     | 3          | 2                 | 2                    | 2                        | 0                   | 1                       |
| MC Oran  | 4           | 0                    | 4     | 0          | 1                 | 0                    | 0                        | 3                   | 0                       |
| Total    | 11          | 2                    | 12    | 3          | 3                 | 2                    | 2                        | 3                   | 1                       |

En gras, le club qui possède le plus grand nombre de titres que l'autre dans une compétition.

### Statistiques des confrontations
| Catégories      | matchs joués | victoires MCA | nuls | victoires MCO | buts MCA | buts MCO |
| --------------- | ------------ | ------------- | ---- | ------------- | -------- | -------- |
| Championnat     | 108          | 42            | 35   | 31            | 134      | 115      |
| Coupe d'Algérie | 5            | 1             | 1    | 3             | 4        | 7        |
| TOTAL           | 113          | 43            | 36   | 34            | 138      | 122      |

### Les meilleurs buteurs
| Joueur                | Nbr de buts | Club     |
| --------------------- | ----------- | -------- |
| Abdesslem Bousri      | 12          | MC Alger |
| Omar Betrouni         | 10          | MC Alger |
| Sid Ahmed Belkedrouci | 9           | MC Oran  |
| Habib Benmimoun       | 7           | MC Oran  |
| Mourad Meziane        | 6           | MC Oran  |
| Abdelkader Fréha      | 6           | MC Oran  |
| Karim Braham Chaouch  | 6           | MC Alger |
| Zoubir Bachi          | 6           | MC Alger |

### Liste des stades
| Stade                                     | Matchs | Victoires MCA | Nuls | Victoires MCO |
| ----------------------------------------- | ------ | ------------- | ---- | ------------- |
| Stade Ahmed-Zabana, Oran                  | 45     | 8             | 15   | 22            |
| Stade du 5-Juillet-1962, Alger            | 26     | 15            | 8    | 3             |
| Stade Omar-Hamadi, Alger                  | 21     | 12            | 6    | 3             |
| Stade Habib-Bouakeul, Oran                | 10     | 2             | 4    | 4             |
| Stade du 20 Aout 1955, Alger              | 2      | 2             | 0    | 0             |
| Stade Omar-Benrabah, Dar El Beïda (Alger) | 2      | 1             | 0    | 1             |
| Stade Salem Mabrouki, Rouïba (Alger)      | 1      | 0             | 1    | 0             |
| Stade du Colonel Lotfi, Tlemcen           | 1      | 0             | 0    | 1             |
| Stade Nelson-Mandela, Baraki (Alger)      | 1      | 1             | 0    | 0             |
| Stade Ali-la-Pointe, Douera (Alger)       | 1      | 1             | 0    | 0             |
| Stade Miloud-Hadefi, Bir El Djir (Oran)   | 1      | 1             | 0    | 0             |
| Total                                     |        |               |      |               |